# Hämatine

Hämatin b

Hämatine [Hydroxoeisen(III)-Porphyrin-Koordinationskomplexe] sind Komplexverbindungen der Häme mit dem Eisen-Ion in der Oxidationsstufe +III und einem Hydroxid-Ion als axialem Liganden.

## Eigenschaften
Das Hämatin b des Häm b wird kurz als Hämatin bezeichnet, mit der Summenformel C34H32N4O4·FeOH, der Molmasse 633,49 g/mol und der CAS-Nummer 15489-90-4.
Hämatine sind dunkelbraune oder schwarze Verbindungen, die wenig löslich in Säuren und löslich in Laugen sind.

## Auftreten
Im Blut findet sich Hämatin (als Derivat von Hämoglobin bzw. als prosthetische Gruppe des Methämoglobins) nur unter pathologischen Bedingungen wie Hyperchromie infolge perniziöser Anämie, bei toxischen Prozessen wie der Phosgen-Vergiftung und anderen mit einer Hämatinämie verbundenen Störungen des Hämoglobinabbaus.
Hämatin ist ein schwarzes Pigment, das beim Zusammentreffen von Hämoglobin und Säuren, beispielsweise bei Magenblutungen durch Einwirkung von Salzsäure, entsteht. Es lässt sich jedoch auch bei Vergiftungen und Erkrankungen nachweisen. Seine Ausscheidung zeigt sich als Teerstuhl, Erbrochenes ist ebenfalls schwarz (Kaffeesatzerbrechen).